# Бартлетт, Джозеф
Джозеф Джексон Бартлетт (Joseph Jackson Bartlett) (21 ноября 1834, Бингемтон, Нью-Йорк — 14 января 1893, Балтимор, Мэриленд) — американский юрист и военный, генерал армии Союза в годы Гражданской войны, командир корпуса в конце войны. После войны служил дипломатом и администратором в правительстве США.

## Ранние годы
Джозеф Бартлетт родился в Бингемптоне в 1834 году в семье оружейника Джозефа Бартлетта старшего. Он учился в местной академии, затем изучал право в Ютике и в 1858 году был допущен к юридической практике. Он некоторое время работал юристом в Бингемптоне, а перед самым началом Гражданской войны переехал в Элмайру.

## Гражданская война
21 мая 1861 года, когда началась Гражданская война, Бартлетт записался добровольцем в роту 27-го Нью-Йоркского пехотного полка, который формировался в Элмайре. Его избрали капитаном роты С (набранной в Бингемптоне), а чуть позже он стал майором полка при командире Генри Слокаме.
10 июля полк был направлен в Вашингтон, где встал лагерем на Франклин-Сквер. 16 числа началось наступление армии на Манассас; участие полка в наступлении было под вопросом, поэтому Слокам и Бартлетт лично договорились с военным департаментом, чтобы полк был включён в армию.
В итоге полк участвовал в наступлении к Манассасу и принял участие в первом сражении при Булл-Ран. Когда полковник Слокам был ранен, Барртлетт принял командование полком. В ходе отступления армии он грамотно руководил прикрытием, чем обратил на себя внимание командования. 21 сентября 1861 года генерал Макдауэлл присвоил ему звание полковника и он возглавил 27-й Нью-Йоркский после повышения Слокама до генерала.
Весной Бартлетт командовал полком в составе бригады Слокама в дивизии Франклина. 18 мая был сформирован VI корпус, которую возглавил Франклин. Слокам стал командиром дивизии, передав бригаду Бартлетту. В конце мая его бригада состояла из четырех пехотных полков:
- 5-й Мэнский пехотный полк, полк. Натаниель Джексон[англ.]
- 16-й Нью-Йоркский пехотный полк, полк. Джозеф Хоуланд
- 27-й Нью-Йоркский пехотный полк, полдп. Александр Адамс
- 96-й Пенсильванский пехотный полк, полк. Генри Кейк[англ.]

### Оверлендская кампания
В начале мая 1864 года Бартлетт стал командовать 3-й бригадой в дивизии Гриффина, которая состояла из восьми полков:
- 20-й Мэнский пехотный полк,
- 18-й Массачусетский пехотный полк
- 29-й Массачусетский пехотный полк
- 1-й Мичиганский пехотный полк
- 16-й Мичиганский пехотный полк
- 44-й Нью-Йоркский пехотный полк
- 83-й Пенсильванский пехотный полк
- 118-й Пенсильванский пехотный полк

4 мая генерал грант начал Оверлендскую кампанию и перешёл Потомак. Утром 5 мая дивизия Гриффина неожиданно встретилась в частями конфедеративного Второго Корпуса. Гриффин не сразу поверил, что пере ним серьёзные силы противника, и поручил Бартлетту провести разведку боем. Бартлетт отправил вперёд 18-й Массачусетский и 83-й Пенсильванский полки, которые обнаружили крупные силы противника, разворачивающиеся в боевую линию поперёк дороги на дальнем краю поляны, известной как поле Сандерса. Полки попали под обстрел и отступили. В этой краткой перестрелке погиб рядовой Чарльз Уилсон, который стал, таким образом, первым военным, погибшим в ходе Оверлендской кампании. Генерал Грант приказал немедленно атаковать противника и Гриффин, после некоторых колебаний, отдал приказ об атаке. Бригада Бартлетта наступала через поле Сандерса, южнее дороги Оринж-Тенпайк. Впереди шёл развернутый в линию 1-й Мичиганский полк, за ним три полка: 83-й Пенсильванский и 18-й Массачусетский под общим командованием Джозефа Хэйеса и 44-й Нью-Йоркский полк. За ними шла вторая линия: 118-й Пенсильванский и 20-й Мэнский. Их атака пришлась на позицию вирджинской бригады Джона Джонса. Эта бригада соединялась левым флангом с бригадой Стюарта, но её правый фланг был прикрыт только небольшим отрядом спешенной кавалерии. Федералы легко отбросили кавалеристов и открыли огонь по флангу вирджинцев. Первыми же залпами были убиты Джон Джонс и его адъютант, капитан Роберт Эрли. Оставшись без командира, бригада Джонса стала отходить, смешавшись с рядами бригады Баттла, которая стояла во второй линии. В неразберихе кто-то крикнул, что поступил приказ отступать на рубеж реки Майн-Ран. Бригада Бартлетта продолжала наступление, прорвавшись к небольшой поляне, где остановилась, чтобы навести порядок в рядах.
20-й Мэнский занял позицию на правом фланге бригады, и в этот момент она оказалась под огнём с тыла. Северяне сначала решили, что это люди Эйрса стреляют по своим, но оказалось, что бригада Эйрса отступила, открыв правый фланг Бартлетта. Бартлетт приказал отходить. Отступление началось организованно, но вскоре стало ясно, что бригада почти окружена, и тут запаниковали даже ветеранские полки. Отступление превратилось в хаотичное бегство. Сам Бартлетт потерял свой штаб, и при отступлении его конь был убит на скаку, так что Бартлетт едва остался жив. Потери были серьёзны: 20-й Мэнский потерял 85 человек из 400, командир 146-го Нью-Йоркского был убит, а командир 83-го Пенсильванского тяжело ранен.

## Послевоенная деятельность
Был послом США в Швеции с 1867 по 1869 год и заместителем комиссара по пенсиям при президенте Гровере Кливленде.
Умер в Балтиморе, штат Мэриленд, 14 января 1893 года и был похоронен на Арлингтонском национальном кладбище.